# Rein Munniksma
Rein Wiebe Munniksma (Koudum, 2 juni 1950) is een Nederlands politicoloog en PvdA-politicus.

## Biografie
Munniksma volgde de HBS in Drachten. Daarna studeerde hij politicologie aan de Universiteit van Amsterdam. Na zijn studie ging hij in 1974 als trainer werken bij het vormingscentrum van de Woodbrookers Arbeidersgemeenschap in Kortehemmen. Vier jaar later begon hij zijn politieke carrière als wethouder van de gemeente Opsterland.
In 1987 werd Munniksma benoemd tot burgemeester van Anloo. Na de fusie van de gemeenten Anloo, Gasselte, Gieten en Rolde in 1998 werd hij burgemeester van de nieuwe gemeente Aa en Hunze. Na de Provinciale Statenverkiezingen van 2007 werd Munniksma op 18 april 2007 gekozen als gedeputeerde van de provincie Drenthe.
Per 16 april 2015 was Rein Munniksma in Menterwolde waarnemend burgemeester en daarnaast vanaf 1 augustus 2017 van Slochteren. Per 1 januari 2018 is hij benoemd en beëdigd tot waarnemend burgemeester van de gemeente Midden-Groningen die op 1 januari 2018 werd gevormd uit de gemeenten Hoogezand-Sappemeer, Slochteren en Menterwolde. Per 9 juli 2018 werd hij opgevolgd door Adriaan Hoogendoorn.
- International Standard Name Identifier: 0000 0004 6009 8062
- Virtual International Authority File: 276149294486580521529
- WorldCat: E39PBJdMctv77Xg6kCjkprryVC